# Kościół św. Marii Magdaleny w Jaraczewie
Kościół św. Marii Magdaleny – rzymskokatolicki kościół parafialny znajdujący się w mieście Jaraczewo. Należy do dekanatu boreckiego. Mieści się przy ulicy Jarocińskiej.

## Historia, architektura i wyposażenie
Najstarszą częścią budowli jest późnobarokowa wieża z kruchtą w przyziemiu z 1774. Do tej wieży, po rozebraniu kościoła drewnianego z 1674 roku, został dobudowany w 1843 roku obecny kościół. Fundatorem był Edward Jaraczewski. Świątynia reprezentuje architekturę późnoklasycystyczną, Posiada jedną nawę i jest pokryta stropem. Nawa jest połączona z nieco niższym i węższym prezbiterium. Wyposażenie wnętrza obejmuje: ołtarz główny i dwa boczne, późnoklasycystyczne z 1843 roku. W ołtarzu głównym są umieszczone rzeźby św. Wojciecha i Stanisława z XVII stulecia. Późnogotycki krucyfiks z początków XVI stulecia oraz płaskorzeźbiona predella ze sceną "Złożenie do grobu" z tego samego czasu, pochodzą zapewne z niezachowanej świątyni św. Krzyża. We wnętrzu możemy zobaczyć neogotycki nagrobek Józefa i Eleonory Jaraczewskich z marmuru oraz epitafium Hieronima Jaraczewskiego (zmarłego w 1822 roku).